# Coppa Intereuropa
La Coppa Intereuropa è stata una corsa automobilistica di velocità in circuito.

## Storia

Lancia Aurelia B20 alla Coppa Intereuropa 1953

La Coppa Intereuropa era una gara che si svolgeva presso l'Autodromo nazionale di Monza a partire dal 1949. 
La competizione era generalmente riservata alle vetture di classe GT.
Dal 1952 si iniziò a disputarla la mattina del giorno in cui si correva il Gran Premio d'Italia.
Nel 1973 è diventata nota come 6 Ore di Monza, da non confondersi con l'omonima gara riservata alle vetture sport e prototipo.
A partire dagli anni ottanta l'evento si è trasformato in una manifestazione di auto storiche. Nel 2015 si è svolta la 62ª edizione.

## Albo d'oro
Elenco dei vincitori della corsa.
| Anno      | Pilota                                             | Vettura                                  | Resoconto     | Durata        | Note                            |
| --------- | -------------------------------------------------- | ---------------------------------------- | ------------- | ------------- | ------------------------------- |
| 1949      | Bruno Sterzi                                       | Ferrari 166 S                            | Resoconto     | 3 ore         |                                 |
| 1950      | Consalvo Sanesi                                    | Alfa Romeo 6C 2500 Sperimentale          | Resoconto     | 2 ore         |                                 |
| 1951      | Luigi Villoresi                                    | Ferrari 212 MM Berlinetta Vignale        | Resoconto     | 2 ore         |                                 |
| 1952      | Bruno Sterzi                                       | Ferrari 225 S Berlinetta Vignale         | Resoconto     | 2 ore         |                                 |
| 1953      | Franco Cornacchia                                  | Ferrari 212 Inter Coupé Vignale          | Resoconto     | 2 ore         |                                 |
| 1954      | Elio Zagato                                        | Fiat 8V                                  | Resoconto     | 2 ore         |                                 |
| 1955      | Ottavio Guarducci                                  | Fiat 8V                                  | Resoconto     | 1 ora         |                                 |
| 1956      | Armando Zampiero                                   | Mercedes-Benz 300 SL                     | Resoconto     | 1 ora         |                                 |
| 1957      | Camillo Luglio                                     | Ferrari 250 GT Tour de France Zagato     | Resoconto     | 1 ora         |                                 |
| 1958      | Luigi Taramazzo                                    | Ferrari 250 GT Tour de France Scaglietti | Resoconto     | 1 ora         |                                 |
| 1959      | Alfonso Thiele                                     | Ferrari 250 GT Tour de France Scaglietti | Resoconto     | 1 ora         |                                 |
| 1960      | Carlo Mario Abate                                  | Ferrari 250 GT Berlinetta passo corto    | Resoconto     | 3 ore         |                                 |
| 1961      | Pierre Noblet                                      | Ferrari 250 GT Berlinetta passo corto    | Resoconto     | 3 ore         |                                 |
| 1962      | Non disputata                                      | Non disputata                            | Non disputata | Non disputata | Non disputata                   |
| 1963      | Roy Salvadori                                      | Aston Martin DP214                       | Resoconto     | 3 ore         |                                 |
| 1964      | Rob Slotemaker                                     | Porsche 904                              | Resoconto     | 3 ore         | Corsa per vetture fino a 2000cc |
| 1964      | Nino Vaccarella                                    | Ferrari 250 LM                           | Resoconto     | 1 ora         | Corsa per vetture oltre 2000cc  |
| 1965      | Klaus Steinmetz                                    | Abarth-Simca 1300 Bialbero               | Resoconto     | 3 ore         |                                 |
| 1966-1967 | Non disputata                                      | Non disputata                            | Non disputata | Non disputata | Non disputata                   |
| 1968      | Gianpiero Moretti                                  | Porsche 911                              | Resoconto     | 45 giri       |                                 |
| 1969      | Giorgio Pianta                                     | Porsche 911                              | Resoconto     | 45 giri       |                                 |
| 1970      | Mario Ilotte                                       | Porsche 911 S 2.3                        | Resoconto     | 40 giri       |                                 |
| 1971      | Aldo Bersano                                       | Alpine-Renault A110                      | Resoconto     | 24 giri       | Corsa per vetture fino a 1300cc |
| 1971      | Claude Haldi                                       | Porsche 911 S                            | Resoconto     | 24 giri       | Corsa per vetture oltre 1300cc  |
| 1972      | Aldo Bersano                                       | Alpine-Renault A110                      | Resoconto     | 35 giri       | Corsa per vetture fino a 1300cc |
| 1972      | John Fitzpatrick                                   | Porsche 911 S 2.5                        | Resoconto     | 35 giri       | Corsa per vetture oltre 1300cc  |
| 1973      | Clemens Schickentanz Erwin Kremer Paul Keller      | Porsche 911 Carrera RSR                  | Resoconto     | 6 ore         |                                 |
| 1974      | Rolf Stommelen Toine Hezemans                      | Porsche 911 Carrera RSR                  | Resoconto     | 6 ore         |                                 |
| 1975      | Clemens Schickentanz Hartwig Bertrams Bengt Ekberg | Porsche 911 Carrera RSR                  | Resoconto     | 6 ore         |                                 |
| 1976      | Toine Hezemans Tim Schenken Klaus Ludwig           | Porsche 934                              | Resoconto     | 6 ore         |                                 |